# Fritiof Svensson
Pour les articles homonymes, voir Svensson.
Konrad Martin Fritiof Svensson, né le 2 juin 1896 à Bälinge et mort le 5 mars 1961 à Stockholm, est un lutteur suédois, spécialiste de lutte gréco-romaine.

## Carrière
Il participe au tournoi de lutte aux Jeux olympiques d'été de 1920 à Anvers dans la catégorie des moins de 62 kg, remportant la médaille de bronze. Il remporte ensuite la médaille d'or en moins de 58 kg aux Championnats du monde de lutte 1922 à Stockholm et termine cinquième des Jeux olympiques d'été de 1924 à Paris dans la catégorie des moins de 62 kg .